# Réescompte
Le réescompte est une opération qui consiste, pour une banque centrale, à fournir à une banque commerciale la valeur d'un titre qui n'est pas encore arrivé à maturité. La banque centrale rachète le titre, et par cette opération d'achat, paie la banque commerciale, ce qui l'abreuve en liquidités.

## Définition
La réescompte consiste pour une banque centrale à acheter un effet (titre de dette) à une banque ou à un organisme financier qui l'a déjà escompté. En remettant le montant de la créance, déduction faite du taux de réescompte fixé par la banque centrale, la banque commerciale obtient de la liquidité. 
Le réescompte est utilisé par les banques pour se fournir en liquidités auprès de la banque centrale : la banque centrale aspire des effets dont les banques commerciales ne veulent plus, et en les rachetant, refinance les banques. C'est une des techniques à disposition des autorités monétaires pour refinancer les banques, avec les opérations d'open market. En faisant augmenter le taux de réescompte, vendre ses actifs à la banque centrale devient plus onéreux, ce qui incite les banques à garder leurs titres ; et inversement.
Les opérations de réescompte permettent à la banque commerciale qui a besoin de monnaie banque centrale de s'abreuver en cette monnaie facilement.

## Histoire
Les taux de l'escompte varient au gré de la conjoncture. À la fin du XVIIIe siècle, en France, il est de 6 %. Entre 1815 et 1847, il est de 4 %. Ils sont ensuite relevés à 5 ou 6 %.
En 1948, est votée en France une loi instaurant un plafond de réescompte, afin de limiter la quantité de monnaie centrale détenue par les banques commerciales.
La pratique de la réescompte n'est quasiment plus utilisée aujourd'hui, car elle a été rendue obsolète par l'utilisation des taux directeurs des banques centrales.